# Guanchia

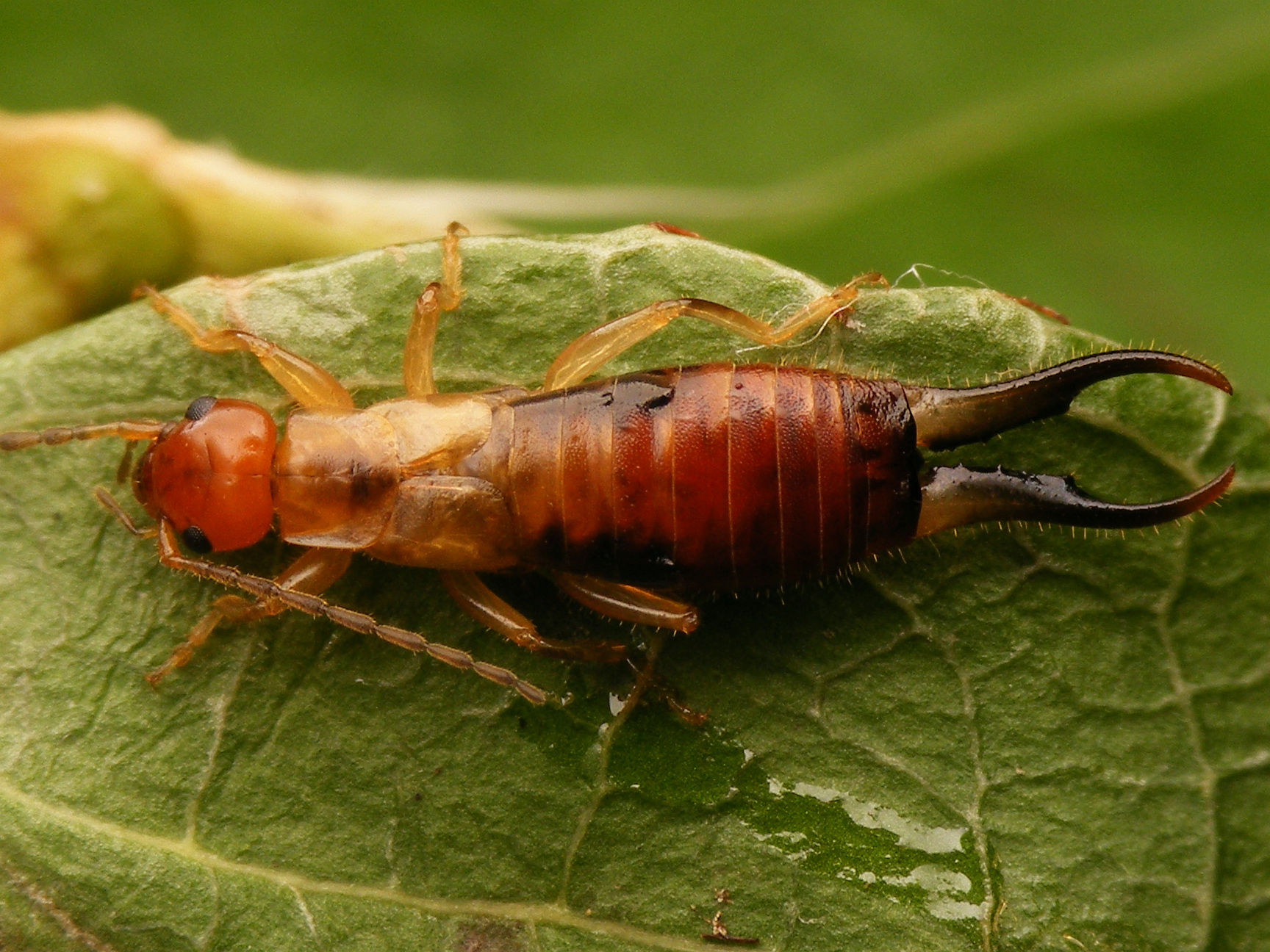
Samiec nieoznaczonego gatunku

Guanchia – rodzaj skorków z rodziny skorkowatych i podrodziny Forficulinae.
Skorki te wyróżniają się od przedstawicieli rodzaju skorek (Forficula) wyłącznie skróconymi pokrywami o skośnie ściętych krawędziach tylnych. Tylnej pary skrzydeł pod nimi brak.
Owady te zamieszkują krainy: palearktyczną, etiopską i orientalną.
Rodzaj ten wprowadzony został w 1911 roku przez Malcolma Burra. Należą doń 32 opisane gatunki:
- Guanchia bandamaensis Martin, 1978
- Guanchia bicarinata Hincks, 1947
- Guanchia biturberculata (Brindle, 1966)
- Guanchia brevitarsis (Chopard, 1942)
- Guanchia brignolii (Taglianti, 1974)
- Guanchia cabrerae (Bolivar, 1893)
- Guanchia canariensis (Burr, 1905)
- Guanchia chirurga Burr, 1911
- Guanchia circinata (Finot, 1893)
- Guanchia crassa (Brindle, 1978)
- Guanchia distendens (Brindle, 1975)
- Guanchia fernandezi Martin, 1978
- Guanchia gomerensis Martin, 1978
- Guanchia guancharia (Heller, 1907)
- Guanchia hincksi (Burr, 1947)
- Guanchia kaznakovi (Semenov, 1908)
- Guanchia lucens (Brindle, 1975)
- Guanchia medica Burr, 1911
- Guanchia obtusangula (Krauss, 1904)
- Guanchia pubescens (Géné, 1837)
- Guanchia rehni (Burr, 1952)
- Guanchia rugosula (Hincks, 1957)
- Guanchia schmitzi (Borelli, 1906)
- Guanchia sjoestedti (Burr, 1907)
- Guanchia sokotrana (Burr, 1905)
- Guanchia storai Chopard, 1942
- Guanchia taylori (Popham, 1983)
- Guanchia tenerifensis Martin, 1978
- Guanchia transversa Brindle, 1968
- Guanchia triangulata (Hincks, 1950)
- Guanchia uvarovi (Semenov Tian-Shansky & Bey-Bienko, 1935)
- Guanchia uxoris (Heller, 1907)